# 20772 Brittajones
20772 Brittajones è un asteroide della fascia principale. Scoperto nel 2000, presenta un'orbita caratterizzata da un semiasse maggiore pari a 2,5314201 UA e da un'eccentricità di 0,0598129, inclinata di 9,96833° rispetto all'eclittica.